# آلیسیا سیکستوس
آلیسیا سیکستوس (به انگلیسی: Alicia Sixtos) یک بازیگر آمریکایی است که بیشتر برای ایفای نقش کارمن کروز در مجموعه تلویزیونی پرورشگاهی‌ها شهرت دارد.

## درباره
- آلیسیا به همراه والدین و ۳ خواهر خود در سان فرانسیسکو به دنیا آمده و همانجا بزرگ شد.[۳]
- او دارای تبار مکزیکی و پرتغالی است.
- وی در سال ۲۰۰۵ به لس آنجلس نقل مکان کرد و کار خود را به عنوان یک مدل برای سازمان های آگهی شروع کرد.

## برگزیده آثار

### فیلم ها
- دبیرستان در نقش شارکی اووانته
- انتقام‌جویان در نقش حمل کننده بریجتکس

### سریال ها
- سی‌اس‌آی در نقش سیمون مولینز اپیزود: "Big Shots"
- کالیفرنیکیشن در نقش دختر اپیزود: "Filthy Lucre"
- پادشاه تپه در نقش اینز اپیزود: "Lady and Gentrification"
- دارودسته در نقش بتی اپیزود: "One Car, Two Car, Red Car, Blue Car"
- ۹۰۲۱۰ در نقش خدمتکار اپیزود : "The Enchanted Donkey"
- دختر جدید در نقش تیفانی اپیزود: "Bathtub"
- پرورشگاهی‌ها در نقش کارمن کروز[۴]